# Kościół Marcina Lutra w Eggesinie
Kościół Marcina Lutra (niem. Martin-Luther-Kirche) – protestancka świątynia w niemieckim mieście Eggesin. Filia parafii Ahlbeck.
Kościół wzniesiono w 1911 roku.

## Architektura
Świątynia neogotycka, trójnawowa, posiadająca układ halowy. W nawach bocznych znajdują się empory. W północną część kościoła wbudowana jest 48-metrowa wieża.